# 木俣守明
木俣 守明（きまた もりあき、慶長13年（1608年） - 元禄3年11月2日（1690年12月2日）は、彦根藩筆頭家老、木俣家第3代当主。
父は木俣守安。子は木俣守長、木俣守閑。通称半弥、清三郎、清左衛門。号常閑。

## 略歴
慶長13年（1608年）井伊家家老木俣守安の子として生まれる。慶安3年（1650年）家老となり、2000石を給される。藩主井伊直孝、直澄、直興の3代に仕えた。寛文元年（1661年）父の隠居により家督相続する。父の知行と合わせて7000石となる。寛文3年（1663年）執権職（大老）となる。延宝4年（1676年）藩主直澄の遺命により1000石の加増を受け、知行8000石。藩主直興家督相続の御礼言上の際に、江戸城黒書院で将軍徳川家綱に拝謁する。延宝8年（1680年）三男守閑が400石で分家する。天和元年（1681年）隠居して家督を嫡男守長に譲り、隠居料1000石を賜る。元禄3年（1690年）11月2日死去。享年83。
三男守閑の次男守嘉は、従兄弟守吉（守長次男、1000石）の家督を相続し、正徳4年（1714年）藩主直興の娘と結婚した。その子守次は、享保17年（1732年）従兄弟の与板藩藩主井伊直陽の養子となり、第3代藩主井伊直員となる。